# آزمن
آزمن (به انگلیسی: Osman) (تلفظ: [ɒzmən]) یک نام‌خانوادگی انگلیسی است که از نام نورس باستان Ásmundr می‌آید.
آزمن ممکن است به یکی از موارد زیر اشاره داشته باشد:
- راسل آزمن
- ریچارد آزمن

1. ↑  Bardsley, Charles Wareing (1901). "Osman". A Dictionary of English and Welsh Surnames (به انگلیسی). London. p. 574.